# Rene Burmeister
Rene Burmeister (ur. 2 maja 1984 w Rostocku) – niemiecki wioślarz.

## Osiągnięcia
- Mistrzostwa Świata – Gifu 2005 – dwójka podwójna – 3. miejsce[1].
- Mistrzostwa Świata – Eton 2006 – czwórka podwójna – 7. miejsce[1].
- Mistrzostwa Świata – Monachium 2007 – dwójka podwójna – 10. miejsce[1].
- Mistrzostwa Europy – Ateny 2008 – czwórka podwójna – 2. miejsce[1].
- Mistrzostwa Europy – Brześć 2009 – czwórka podwójna – 4. miejsce[1].